# Jérôme Chiotti
Jérôme Chiotti (ur. 18 stycznia 1972 w Millau) – francuski kolarz górski i przełajowy, srebrny medalista mistrzostw świata.

## Kariera
Największy sukces w karierze Jérôme Chiotti osiągnął w 1998 roku, kiedy to wywalczył srebrny medal w cross-country podczas mistrzostw świata w Mont-Sainte-Anne. W zawodach tych wyprzedził go jedynie jego rodak Christophe Dupouey, a trzecie miejsce zajął Belg Filip Meirhaeghe. Na rozgrywanych osiem lat wcześniej przełajowych mistrzostwach świata w Getxo zdobył srebrny medal w rywalizacji juniorów. Ponadto był wicemistrzem kraju w cross-country w 1996 roku, a w kolarstwie przełajowym zdobył dwa medale mistrzostw Francji, w tym złoty w 1995 roku.Nigdy nie wystartował na igrzyskach olimpijskich.